# Avant-Train

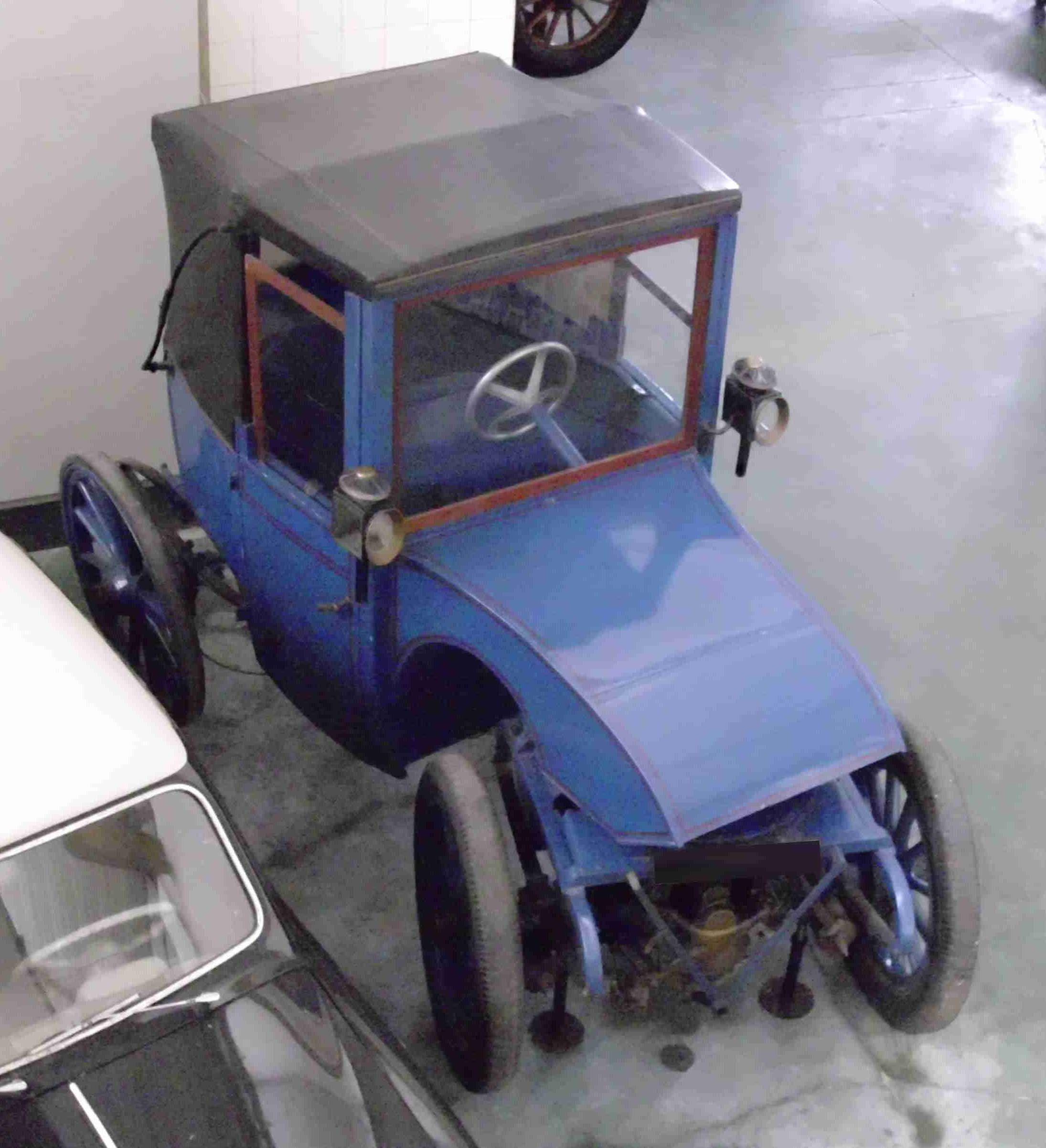
Ein typisches Avant-Train-Fahrzeug: Ponts Moteurs von 1913 bis 1914.

Ein Avant-Train (aus dem Französischen; ursprünglich drehbares Vordergestell einer Kutsche, bestehend aus Radsatz, Deichsel etc.) ist im Zusammenhang mit dem Automobil eine Antriebseinheit. Sie besteht aus einer Vorderachse, Motor, Getriebe, Antrieb und einem Lenkrad. Der Avant-Train ersetzte an mehrspurigen Fahrzeugen ohne eigenen Antrieb die originale Vorderachse. Gelegentlich wurden Fuhrwerke oder Kutschen zu Avant-Trains umgebaut, indem Vorderachse und Deichsel durch eine entsprechende Vorrichtung ersetzt wurde. Dazu finden sich im Englischen gelegentlich die Begriffe Iron horse oder Motor wheel.

## Einführung

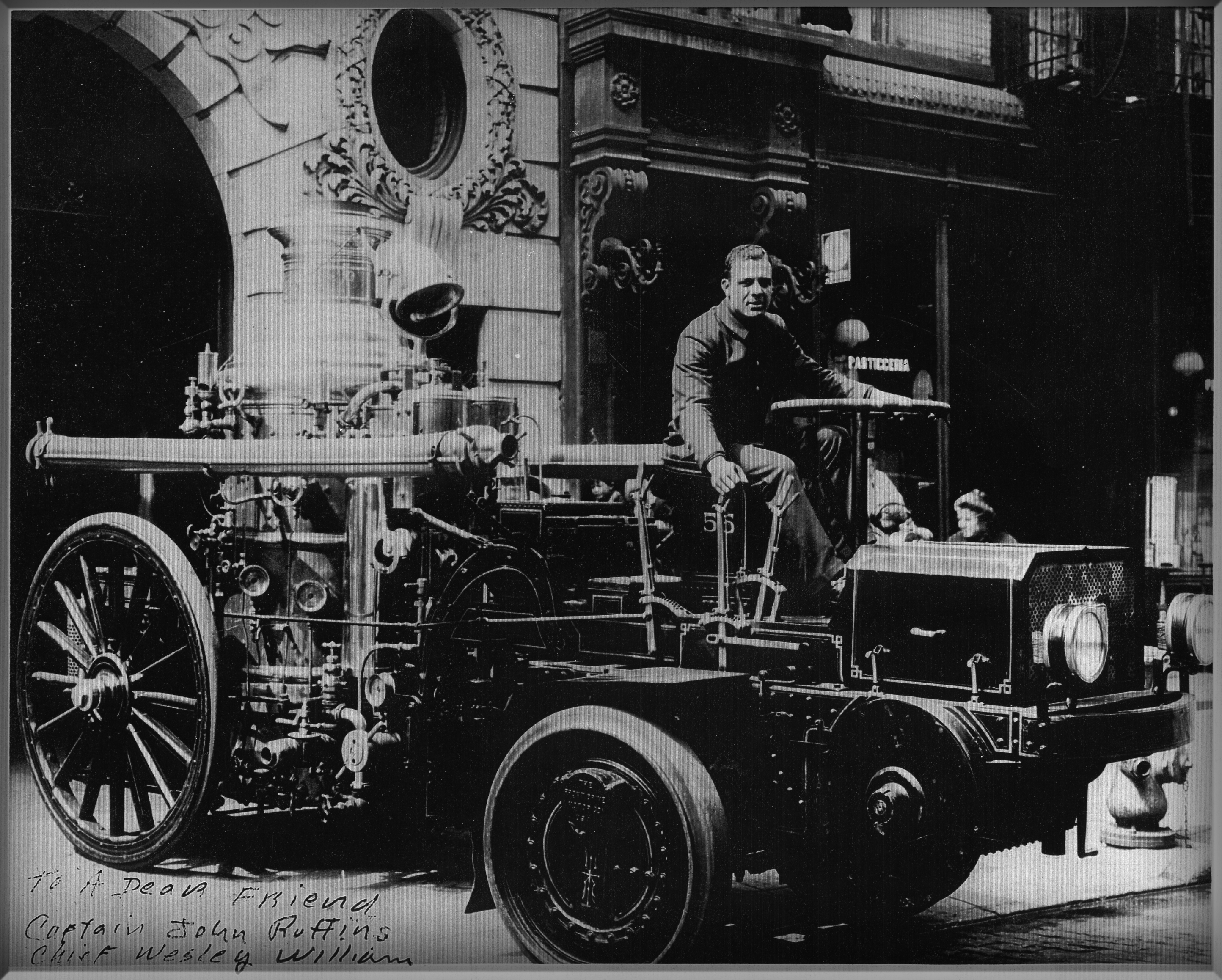
Avant-Train von J. W. Christies Front Drive Motor Car Company (1911–1918) vor einer ursprünglich pferdegezogenen Dampfspritze der New Yorker Feuerwehr. Aufnahme um 1920.

Joseph Vollmer erfand 1897 diese Antriebseinheit. Zunächst verwendete er einen Elektromotor, ab 1898 einen Ottomotor mit 4 PS Leistung. Die mit den Vorderrädern fest verbundene, in der vorderen Fahrzeugmitte als Drehschemel ausgeführte Einheit ließ sich im Tausch gegen die Vorderachse unter eine Pferdekutsche am Deichseldrehpunkt montieren, wodurch diese zu einem Motorwagen mit Frontantrieb wurde. 1900 versuchte die Automobile Fore Carriage Company in New York City das Vollmer-Patent in den USA auszuwerten und investierte die damals riesige Summe von US$ 5 Mio. Sie scheiterte damit aber noch im gleichen Jahr. Avant-Trains waren für kurze Zeit bei Feuerwehren beliebt, weil die sehr teuren, pferdegezogenen Dampfspritzen auf diese Weise länger verwendet werden konnten und somit die Umstellung auf Motorfahrzeuge weniger kostenintensiv wurde. In den USA war die Front Drive Motor Car Company von John Walter Christie tonangebend. Ein anderer Hersteller war A & B und bei American LaFrance blieb mit dem Type 31 ein solches Fahrzeug von 1915 bis 1929 im Programm. Es gab durch Coulthard auch Nutzfahrzeuge sowie Dampfmotoren als Antrieb.
Bereits kurz nach 1900 kam diese Antriebseinheit für Personenwagen aus der Mode. Ponts Moteurs bot als einer der letzten Hersteller noch 1914 solche Fahrzeuge an. Sie hielten sich länger in Nutzfahrzeugnischen wie dem genannten Feuerwehrbereich und bei überschweren Baustellenfahrzeugen.

## Verwendung

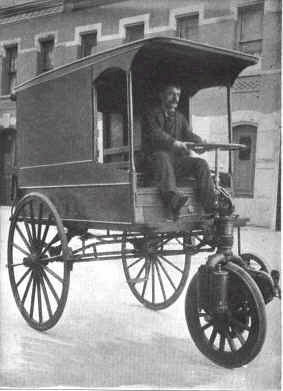
International Motor Wheel (USA), hier angebracht an einem Frachtfuhrwerk (1899).

Die folgenden Motorfahrzeughersteller stellten Avant-Trains her: 
| Hersteller                                                    | Quelle        |
| ------------------------------------------------------------- | ------------- |
| American & British Manufacturing Corporation                  | [ 6 ]         |
| Adams & Company                                               | [ 1 ]         |
| American LaFrance                                             | [ 7 ]         |
| Amiot-Peneau                                                  | [ 1 ]         |
| Automobile Fore Carriage Company                              | [ 4 ]         |
| H. Brulé et Cie                                               | [ 2 ]         |
| Cantono Avantreni                                             | [ 1 ]         |
| Fabbrica Rotabili Avantreni Motori                            | [ 8 ]         |
| Caldwell Iron Horse                                           | [ 9 ]         |
| Cantono Electric Tractor Company                              | [ 1 ]         |
| Thomas Coulthard & Co.                                        | [ 1 ]         |
| Couple-Gear Freight-Wheel Company                             | [ 10 ] [ 11 ] |
| C.J. Cross Front Drive Tractor Company                        | [ 12 ] [ 11 ] |
| De Riancey                                                    | [ 1 ]         |
| Fabbrica Rotabili Avantreni Motori                            | [ 2 ]         |
| Front Drive Motor Car Company                                 | [ 5 ]         |
| Société Industrielle de Moteurs Électriques et à Vapeur       | [ 1 ]         |
| International Motor Wheel                                     | [ 1 ]         |
| Ateliers Janssens                                             | [ 1 ]         |
| Korn et Latil                                                 | [ 1 ]         |
| Compagnie Parisienne des Voitures Électriques Système Kriéger | [ 1 ]         |
| Kühlstein-Vollmer                                             | [ 3 ]         |
| Latil                                                         |               |
| Madelvic Carriage Company                                     | [ 1 ]         |
| Mayer                                                         | [ 1 ]         |
| Morrison Electricar                                           | [ 13 ]        |
| Morton Truck And Tractor Company                              | [ 10 ] [ 11 ] |
| One Wheel Truck Company (als Autohorse)                       | [ 14 ] [ 11 ] |
| Ponts Moteurs                                                 | [ 2 ]         |
| Prétot                                                        | [ 15 ]        |
| Automobiles Riegel                                            | [ 1 ]         |
| Seagrave Fire Apparatus                                       | [ 11 ]        |
| Établissements Snoeck                                         | [ 1 ]         |
| Solignac                                                      | [ 2 ]         |
| Tractobile                                                    | [ 1 ]         |

Die 1877 in den USA zum Patent angemeldete Selden Road Engine des George Baldwin Selden ist ähnlich konstruiert; der Motor sitzt im Drehschemel, der die Vorderachse bildet und wird mit der Lenkung mitbewegt. Von 1899 bis 1901 gebaute Voiturettes Société Parisienne E. Couturier et Cie verwenden ebenfalls dieses Prinzip.